# Corydalis macrocentra
Corydalis macrocentra är en vallmoväxtart som beskrevs av Eduard August von Regel. Corydalis macrocentra ingår i släktet nunneörter, och familjen vallmoväxter. Inga underarter finns listade i Catalogue of Life.